# Largentière
Largentièreⓘ ist eine französische Gemeinde mit 1496 Einwohnern (Stand 1. Januar 2022) im Département Ardèche. Sie ist der Sitz der Unterpräfektur des gleichnamigen Arrondissements und zugleich eine der kleinsten Unterpräfekturen in Frankreich. Die Einwohner nennen sich selbst „Largentiérois“.

## Geographie
Largentière liegt im engen Tal der Ligne, etwa 15 Kilometer von Mittelzentrum Aubenas entfernt. Die Gemeinde ist Teil des Regionalen Naturparks Monts d’Ardèche.

## Geschichte
Schon die Römer bauten im Lignetal Blei und Silber ab, daher stammt der Name des Ortes. Die teilweise heute noch sichtbaren Minen wurden hauptsächlich zwischen dem 9. und 15. Jahrhundert genutzt. Im 19. Jahrhundert entwickelte sich Largentière zu einer industriell geprägten Stadt mit einem eigenen Bahnanschluss. 1982 wurde die Bahn stillgelegt.

### Internierungslager Largentière
Unmittelbar nach der Kriegserklärung am 3. September 1939 wurden alle in den Departements Ardèche und Drôme wohnhaften deutschen und österreichischen Staatsangehörigen festgenommen und im Untersuchungsgefängnis Largentière interniert. Das Lager blieb bis zum 20. Oktober 1939 geöffnet und beherbergte während dieser Zeit für sechs Wochen auch den Künstler Max Ernst. Ende Oktober 1939 wurden die Gefangenen von Largentière in das Lager Les Milles bei Aix-en-Provence verlegt.

## Bevölkerungsentwicklung
| Jahr                       | 1962 | 1968 | 1975 | 1982 | 1990 | 1999 | 2007 | 2017 |
| Einwohner                  | 1819 | 2888 | 2782 | 2520 | 1990 | 1942 | 1820 | 1629 |
| Quellen: Cassini und INSEE |      |      |      |      |      |      |      |      |

## Sehenswürdigkeiten
- Die Burg aus dem 13. Jahrhundert überragt den Ort
- Interessant ist der mittelalterliche Ortskern mit seiner zum Teil erhaltenen Stadtbefestigung und oft nur einem Meter breiten Gassen
- Die aus dem 13. Jahrhundert stammende Kirche Nôtre-Dame-des-Pommiers ist eine Wehrkirche

## Persönlichkeit
- Édouard Froment (1884–1973), Politiker und Widerstandskämpfer, Maire von 1927 bis 1932